# Düzce (tỉnh)
Düzce là một tỉnh ở tây bắc Thổ Nhĩ Kỳ. Tỉnh này nằm bên bờ Biển Đen. Thành phố chính là Düzce. Tỉnh này có một số di tích của người Hy Lạp.
Düzce đã được tách ra từ Bolu để lập tỉnh riêng sau khi bị động đất tàn phá tháng 11 năm 1999.
Tỉnh này là nơi sinh sống của nhiều dân tộc: người Thổ Nhĩ Kỳ, người Circassia, người Abkhazia, người Chveneburi, ngườiLaz, người Di-gan.

## Quận, huyện
Tỉnh này được chia thành các huyện sau (tỉnh lỵ được bôi đậm)::
- Akçakoca
- Çilimli
- Cumayeri
- Düzce
- Gölyaka
- Gümüşova
- Kaynaşlı
- Yığılca